# Hypostomus levis
Hypostomus levis är en fiskart som först beskrevs av Pearson 1924.  Hypostomus levis ingår i släktet Hypostomus och familjen Loricariidae. Inga underarter finns listade i Catalogue of Life.